# 전북특별자치도동물위생시험소
전북특별자치도동물위생시험소(全北特別自治道動物衛生試驗所)는 전북특별자치도의 축질병 방역, 축산물위생·안전성 검사 및 가축개량·농업생명자원의 보존 관리와 축산기술 개발 등으로 축산업 발전 등의 사무를 관장하기 위하여 전북특별자치도청 산하에 설치된 사업소이다.
시험소장은 지방기술서기관이나 지방수의연구관으로 보한다.

## 조직
소장
- 방역과
- 질병진단과
- 축산식품검사과
- 축산시험장

### 산하 기관
- 북부지소
- 서부지소
- 남부지소